# Laureano Figuerola

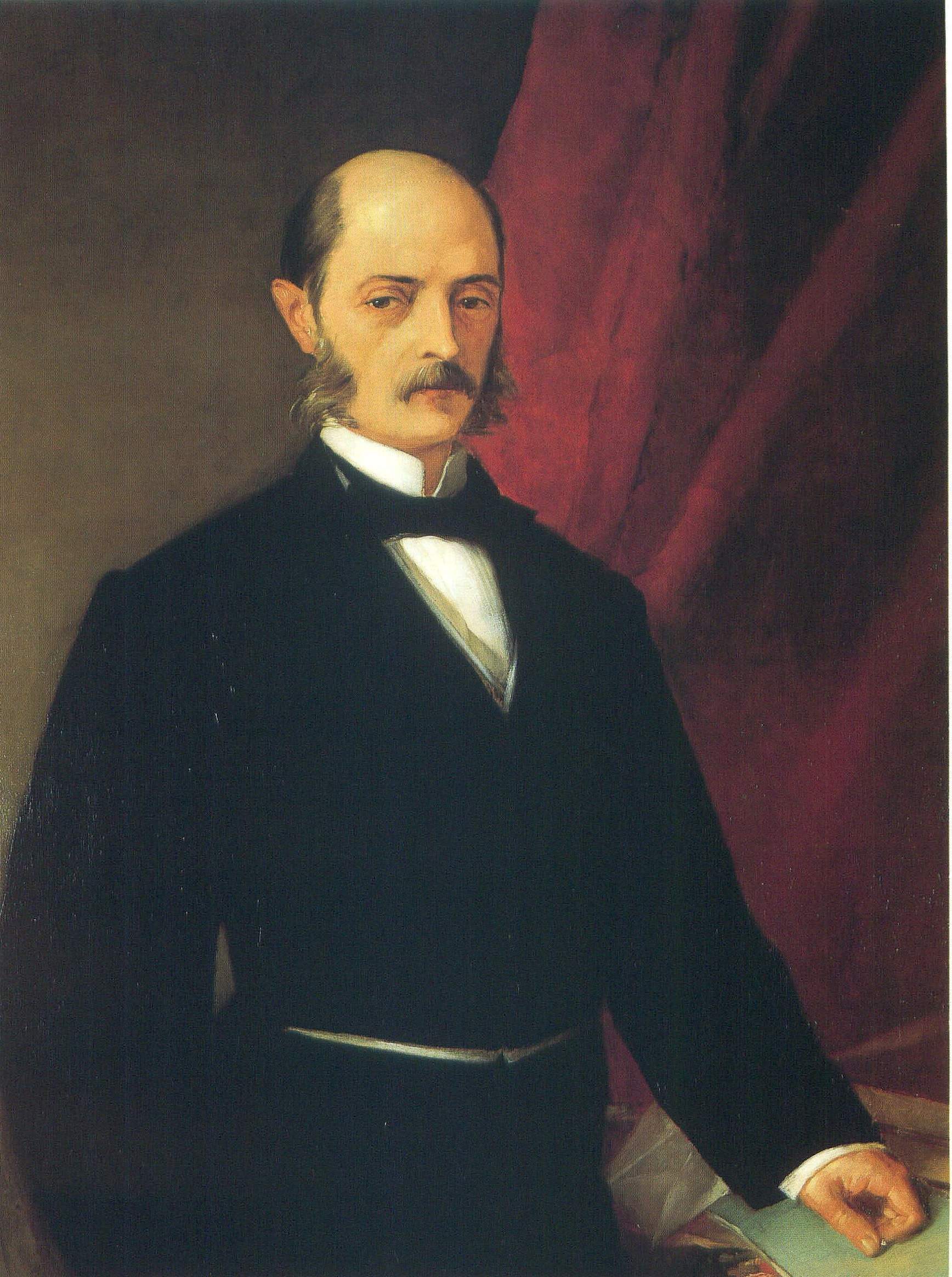
Laureano Figuerola, porträtterad av Eduardo Balaca.

Laureano Figuerola Ballester (katalanska Laureà Figuerola i Ballester), född den 4 juli 1816 i Calaf, död den 28 februari 1903 i Madrid, var en spansk nationalekonom och statsman.
Figuerola stod 1841–1847 i spetsen för en normalskola i Barcelona, blev sedermera professor i nationalekonomi vid universitetet där samt invaldes i cortes 1854, där han med iver förfäktade frihandelsprincipen och utverkade räntans frigivande. Vid sessionens slut stannade han i Madrid, vid vars universitet han snart kallades till professor i handelsrätt. År 1856 deltog han i Brysselkongressen, som hade till mål en reform i tullväsendet. Efter septemberrevolutionen 1868 blev han finansminister i Serranos kabinett och hade den svåra uppgiften att under stormiga tider rädda det i finansiellt avseende djupt skakade landet från fullständig ruin. Intet annat återstod honom än att reducera utgifterna för armén och för det av staten pensionerade prästerskapet. Därjämte utfärdade han på de ogynnsammaste villkor ett lån på 2 miljarder realer, vilket dock, på grund av landets dåliga kredit, hade så ringa framgång, att knappt fjärdedelen tecknades. Under 1869 måste Figuerola för en kort tid lämna finansportföljen i Ardanaz händer. Efter kung Amadeus tillträde till regeringen 1870 höll sig Figuerola borta från politiken.